# 30847 Lampert
30847 Lampert è un asteroide della fascia principale. Scoperto nel 1991, presenta un'orbita caratterizzata da un semiasse maggiore pari a 3,0047167 UA e da un'eccentricità di 0,0961760, inclinata di 10,88631° rispetto all'eclittica.